# Zabić drozda
Zabić drozda (tytuł oryg. To Kill a Mockingbird) – powieść obyczajowa amerykańskiej pisarki Harper Lee, wydana w 1960 roku, w kolejnym roku uhonorowana nagrodą Pulitzera. Przedstawia życie w małym miasteczku na południu USA w okresie Wielkiego Kryzysu, w tym problem rasizmu. W powieści znajdują się wątki autobiograficzne.
Za powieść autorka została w 2007 roku uhonorowana Medalem Wolności za „wkład w literaturę”.
Powieść miała liczne wznowienia i ukazała się w milionowych przekładach w wielu językach. Została zekranizowana w 1962 roku, a rolę Atticusa Fincha zagrał Gregory Peck. Film odniósł wielki sukces, m.in. zdobył trzy Oscary.
Akcja powieści toczy się w fikcyjnym miasteczku Maycomb w stanie Alabama w latach 30. XX wieku. Głównymi bohaterami jest dwójka dzieci: Jean Louise (Smyk, lub według innych tłumaczeń Skaut) i jest ona narratorem powieści, jej starszy brat Jeremy (o przezwisku Jem), dzieci miejscowego adwokata Atticusa Fincha, a także ich przyjaciel, Charles Baker Harris, zwany Dillem.
Harper Lee porusza w powieści szereg tematów typowych dla akcji osadzonej w zamkniętej społeczności. Czytelnik obserwuje prowincjonalną społeczność i śledzi wydarzenia oczami córki adwokata mającej sześć, siedem a następnie osiem lat. Jean przygląda się postępowaniu ojca oraz reszty mieszkańców Maycomb. Poznaje strukturę i moralność wspólnoty, w której żyje. Pyta, analizuje, porównuje, wyciąga wnioski. Jest obserwatorką z jednej strony niedoskonałą, bo wiele spraw jest dla niej nowych i niejasnych, a niektóre zdarzenia zna tylko z relacji innych, ale z drugiej strony dysponuje dziecięcą świeżością spojrzenia, nie jest obciążona rządzącymi światem dorosłych stereotypami; może więc zobaczyć i zrozumieć więcej niż niejeden z nich.

## Opis fabuły
W powieści występują dwa wątki. Jednym z nich jest fascynacja dzieci tajemniczym synem ich sąsiada, który nigdy nie wychodzi z domu. Plotki powtarzane przez mieszkańców i dziecięca wyobraźnia sprawiają, że Artur „Boo” Radley urasta w ich wyobrażeniach do roli potwora i psychopaty. W rzeczywistości Artur jest od lat więziony przez sadystycznego ojca, który w ten sposób karze go za młodzieńcze przewinienie. Dzieci bezustannie usiłują zobaczyć sąsiada i przeniknąć okrywającą go tajemnicę.
W drugim wątku ojciec Smyk i Jema, Atticus, podejmuje się obrony Toma Robinsona, Afroamerykanina, który został oskarżony o zgwałcenie białej dziewczyny. Choć od początku jasne jest, że Robinson jest niewinny i padł ofiarą uprzedzeń i nienawiści na tle rasowym, biała społeczność Maycomb woli wierzyć kłamstwom dziewczyny i jej ojca. Rasizm i małomiasteczkowa ignorancja są główną przyczyną, dla której wiara Atticusa i jego syna w wymiar sprawiedliwości zaczyna się chwiać, jednak nadzieja na ludzką dobroć nadchodzi z niespodziewanej strony.

## Autobiograficzne tło powieści
Urodzona w 1926 roku na Południu Stanów Zjednoczonych w Monroeville w stanie Alabama Nellie Harper Lee była, tak jak bohaterka i narratorka powieści, córką szanowanego miejscowego prawnika. Pierwowzorem postaci Dilla był Truman Capote, z którym autorka przyjaźniła się w dzieciństwie. Dorastając, Harper Lee była często świadkiem konfliktów na tle rasowym, co znalazło odbicie w utworze.